# Ndendé
Ndendé ist die Hauptstadt des gabunischen Departements Dola innerhalb der Provinz Ngounié. Mit Stand von 2013 wurde die Einwohnerzahl auf 6022 bemessen. Sie liegt auf einer Höhe von 585 Metern und hat einen eigenen Flughafen. Die Straßen N1 und N6 kreuzen sich hier.